# 白蜡叶风筝果
白蜡叶风筝果（学名：Hiptage fraxinifolia）为金虎尾科风筝果属下的一个种。

## 扩展阅读
- 維基物種上的相關：白蜡叶风筝果